# Middenrijns voetbalkampioenschap 1930/31
In 1930/31 werd het derde Middenrijns voetbalkampioenschap gespeeld, dat georganiseerd werd door de West-Duitse voetbalbond. De competitie werd uitgebreid naar twee groepen, die geografisch verdeeld werden aan weerszijden van de Rijn. 
FV 1911 Neuendorf werd kampioen en TuS Mayen vicekampioen. Beide clubs plaatsten zich voor de West-Duitse eindronde. In de eindronde voor vicekampioenen verloor Mayen meteen van Sportfreunde Schwarz-Weiß Barmen. 
De acht kampioenen werden over twee groepen van vier verdeeld en Neuendorf werd eindigde samen met Alemannia Aachen en CSC 03 Kassel op de tweede plaats waardoor er een play-off kwam voor de drie clubs, in deze groep werd Neuendorf laatste.

## Bezirksliga

### Groep I - Rechterrijn
| Plaats | Club                    | Wed. | W  | G | V | Saldo | Ptn.  |
| ------ | ----------------------- | ---- | -- | - | - | ----- | ----- |
| 1.     | FV 1911 Neuendorf       | 14   | 11 | 1 | 2 | 66:24 | 23:5  |
| 2.     | SC Koblenz 1900/02      | 14   | 8  | 2 | 4 | 31:20 | 18:10 |
| 3.     | FV Engers 1907          | 14   | 7  | 2 | 5 | 41:42 | 16:12 |
| 4.     | FC Germania Metternich  | 14   | 5  | 4 | 5 | 29:38 | 14:14 |
| 5.     | SV 1911 Elz             | 14   | 6  | 2 | 6 | 26:36 | 14:14 |
| 6.     | VfR 1907 Limburg        | 14   | 5  | 3 | 6 | 27:24 | 13:15 |
| 7.     | SV 1911 Niederlahnstein | 14   | 3  | 3 | 8 | 20:31 | 9:19  |
| 8.     | SC Oberlahnstein 09     | 14   | 0  | 5 | 9 | 23:48 | 5:23  |

|  | Geplaatst voor de finale en de West-Duitse eindronde |

### Groep II - Linkerrijn
| Plaats | Club                  | Wed. | W  | G | V | Saldo | Ptn.  |
| ------ | --------------------- | ---- | -- | - | - | ----- | ----- |
| 1.     | TuS Mayen 1886        | 12   | 10 | 1 | 1 | 28:14 | 21:3  |
| 2.     | VfB Lützel            | 12   | 8  | 1 | 3 | 42:17 | 17:7  |
| 3.     | SC 07 Bad Neuenahr    | 12   | 6  | 1 | 5 | 32:24 | 13:11 |
| 4.     | SVgg 1910 Andernach   | 12   | 5  | 1 | 6 | 27:30 | 11:13 |
| 5.     | SC 1904 Neuwied       | 12   | 4  | 2 | 6 | 29:28 | 10:14 |
| 6.     | FC Preußen 07 Koblenz | 12   | 2  | 2 | 8 | 17:35 | 6:18  |
| 7.     | FC Fortuna Kottenheim | 12   | 2  | 2 | 8 | 13:40 | 6:18  |

## Finale
Heen
|  |                   |       |                |  |
|  | FV 1911 Neuendorf | 4 – 3 | TuS Mayen 1886 |  |
|  |                   |       |                |  |

Terug
|  |                |       |                   |  |
|  | TuS Mayen 1886 | 2 – 3 | FV 1911 Neuendorf |  |
|  |                |       |                   |  |